# Elisabeth Heiss
Elisabeth Heiss (nascida no dia 1 de Janeiro de 1978) é uma política austríaca do Partido da Liberdade que serve como membro do Conselho Nacional desde 2024. Ela também desempenha funções como vereadora da cidade de Wals-Siezenheim desde 2024.